# Anton Lubowski
Anton Theodor Eberhard August Lubowski (ur. 3 lutego 1952 w Lüderitz, zm. 12 września 1989 w Windhuku) – namibijski adwokat i działacz Organizacji Ludu Afryki Południowej-Zachodniej (SWAPO) zabity przez południowoafrykańskie służby specjalne.
Po ukończeniu Paul Roos Gymnasium w Stellenbosch służył w wojsku południowoafrykańskim w Pretorii, później studiował prawo na Uniwersytetach w Stellenbosch i Kapsztadzie. Zaangażował się w działalność w SWAPO, której świadczył usługi prawne. W 1989 został zamordowany przez służby specjalne RPA. 